# قرار مجلس الأمن التابع للأمم المتحدة رقم 1346
قرار مجلس الأمن التابع للأمم المتحدة رقم 1346، المتخذ بالإجماع في 30 آذار / مارس 2001، بعد التذكير بالقرارات السابقة بشأن الحالة في سيراليون، مدد المجلس ولاية بعثة الأمم المتحدة في سيراليون لمدة ستة أشهر أخرى وزاد حجمها من عنصرها العسكري.
وأعرب مجلس الأمن عن قلقه إزاء الحالة الأمنية الهشة في سيراليون والبلدان المجاورة، ولا سيما القتال الدائر في المناطق الحدودية لسيراليون وغينيا وليبريا وعواقب ذلك على السكان المدنيين. واعترف بأهمية بسط سلطة الدولة واحترام حقوق الإنسان والحوار السياسي وإجراء انتخابات حرة ونزيهة.
تم تمديد ولاية بعثة الأمم المتحدة في سيراليون وزاد حجمها إلى 17,500 من الأفراد العسكريين بما في ذلك 260 مراقبا عسكريا، مما يجعلها أكبر عملية حفظ سلام تابعة للأمم المتحدة في ذلك الوقت. ورحب بالمساعدة التي تقدمها البلدان المساهمة بقوات إلى بعثة الأمم المتحدة في سيراليون، وكان هناك مفهوم منقح لعمليات البعثة. كان هناك قلق من انتهاكات حقوق الإنسان من قبل الجبهة الثورية المتحدة وعدم تنفيذ اتفاق أبوجا لوقف إطلاق النار. وطُلب من بعثة الأمم المتحدة في سيراليون المساعدة في عودة اللاجئين والمشردين داخليا.
وحُثت الأطراف في سيراليون على تكثيف الجهود لتنفيذ اتفاق أبوجا لوقف إطلاق النار واستئناف عملية السلام. وأيد المجلس الجهود التي تبذلها الجماعة الاقتصادية لدول غرب أفريقيا لإيجاد حل للأزمة في منطقة اتحاد نهر مانو وشدد على أن تنمية وتوسيع القدرات الإدارية لسيراليون أمران أساسيان لتحقيق السلام والتنمية المستدامين. وحث حكومة سيراليون على العمل بالاشتراك مع الأمين العام كوفي عنان ومفوض الأمم المتحدة السامي لحقوق الإنسان وآخرين من أجل إنشاء لجنة للحقيقة والمصالحة ومحكمة خاصة على النحو المتوخى في القرار 1315 (2000).
وأخيرا، رحب القرار باعتزام الأمين العام إبقاء المجلس على علم بجميع جوانب الحالة في سيراليون وتقديم توصيات إضافية بشأن مستقبل بعثة الأمم المتحدة في سيراليون والتحضيرات لإجراء انتخابات حرة ونزيهة.

## روابط خارجية
- نص القرار في undocs.org